# Cratere Mandal
Mandal è un cratere sulla superficie di Gaspra.